# Sobekemsaf II.
Sobekemsaf II. war ein altägyptischer König (Pharao) der 17. Dynastie (Zweite Zwischenzeit) und regierte nach Franke um 1570 v. Chr.

## Familie
Sobekemsaf II. war verheiratet mit Königin Nubchaes. Es gibt eine weitere Königin dieses Namens in der 13. Dynastie. Dies hatte in der älteren Forschung zur Folge, dass man Sobekemsaf II. in die 13. Dynastie einordnete. Der Name Nubchaes ist jedoch recht häufig in dieser Periode anzutreffen, so dass es keine Schwierigkeiten bereitet, von zwei Königinnen gleichen Namens auszugehen.

## Sein Grab
Seine Pyramide befand sich ebenfalls in Dra Abu el-Naga / Theben. Sie wurde bereits im 16. Jahr des Ramses IX. ausgeraubt und die Mumien verbrannt, wie alte Papyri als Prozessprotokolle aufzeigen (Papyrus Abbott, 20. Dynastie).
Weitere Belege mit seinem Namen sind die Stele eines Schreibers Sobekhotep, ein Kalksteinschrein aus Theben, sowie zwei Statuen und eine Stele, die auch aus der Zeit des Sobekemsaf I. stammen könnten und nicht eindeutig Sobekemsaf II. zuzuordnen sind, da sie nur den Namen Sobekemsaf und nicht den Thronnamen nennen.